# John Luther Adams
No debe confundirse con el compositor de música clásica y director de orquesta estadounidense John Adams.
John Luther Adams (23 de enero de 1953) es un compositor estadounidense, cuya música se inspira frecuentemente en la naturaleza, especialmente en los paisajes de Alaska, donde vive desde 1978. 

## Lista de obras
- Green Corn Dance (1974)
- Night Peace (1976)
- Songbirdsongs (1974-80)
- Strange Birds Passing (1983)
- Up into the silence (1978/84, poema de E. E. Cummings)
- How the Sun Came to the Forest (1984) (poema de John Haines)
- The Far Country of Sleep (1988)
- Giving Birth to Thunder, Sleeping With His Daughter, Coyote Builds North America (1986-90)
- Magic song for one who wishes to live and the dead who climb up to the sky (1990)
- Dream in White On White (1992)
- Earth and the Great Weather (1990-93), para el teatro, libreto publicado en el libro "Inukshuk", editado por ARBOS - Compañía de Música y Teatro, Viena 1999, ISBN 3-85266-126-9
- Five Yup'ik Dances (1991-1994)
- Crow and Weasel (1993-1994, historia de Barry Lopez)
- Sauyatugvik: The Time of Drumming (1995)
- Clouds of Forgetting, Clouds of Unknowing (1991-95)
- Five Athabascan Dances (1992-96)
- Strange and Sacred Noise (1991-97)
- Make Prayers to the Raven (1996-98)
- In the White Silence (1998)
- Qilyaun (1998)
- Time Undisturbed (1999)
- In a Treeless Place, Only Snow (1999)
- The Light That Fills the World (1999-2000)
- Among Red Mountains (2001)
- The Immeasurable Space of Tones (1998-2001)
- The Farthest Place (2001)
- After the Light (2001)
- Dark Wind (2001)
- Red Arc / Blue Veil (2002)
- The Mathematics of Resonant Bodies (2002)
- Poem of the Forgotten (2004) (poema de John Haines)
- For Lou Harrison (2004, estreno 2005)
- ...and bells remembered... (2005)
- for Jim (rising) (2006)
- Always Very Soft (2007)
- Dark Waves (2007)
- Little Cosmic Dust Poem (2007)
- Nunataks (Solitary Peaks) (2007) o
- Three High Places (2007)
- The Light Within (2007)
- Sky with Four Suns and Sky with Four Moons (2008)
- the place we began (2008)
- Inuksuit (2009)
- Four Thousand Holes (2010)
- The Wind in High Places (2011)
- I L I M A Q (2012), estrenada en la Universidad de Texas en  Austin, interpretada por Glenn Kotche
- Become Ocean (2013) estrenada en la Seattle Symphony, el 20 de junio de 2013, dirigida por Ludovic Morlot
- Become River (2013) estrenada por la Saint Paul Chamber Orchestra, el 3 de abril de 2014, dirigida por Steven Schick
- Ten Thousand Birds (2014) estrenada por Alarm Will Sound, el 19 de octubre de 2014[2]
- Sila: The Breath of the World (2014) estrenada en el Mostly Mozart Festival en el Lincoln Center, el 25 de julio de 2014, dirigida por Doug Perkins
- Across the Distance (2015) estrenada en el East Neuk Festival en Cambo, el 5 de julio de 2015, dirigido por Alec Frank-Gemmill[3]
- untouched (2015) encargada por la University of North Carolina para Brooklyn Rider
- Canticles of the Holy Wind (2013) encargada por The Crossing y otros, estrenada en el Metropolitan Museum of Art, el 29 de octubre de 2016[4][5][6]
- Everything That Rises (2017) encargada por SF Jazz
- The Wind Garden (2017), una instalación de arte público permanente encargada por la Stuart Collection en la University of California San Diego
- Become Desert (2018), estrenada en el Salón Benaroya de la Seattle Symphony, el 29 de marzo de 2018, dirigida por Ludovic Morlot
- Lines Made by Walking (2019), encargada por el Centro de Arte Tippet Rise
- Arctic Dreams (2020) encargada por Synergy Vocals
- An Atlas of Deep Time (2022) estrenada por la South Dakota Symphony Orchestra para la celebración de su centenario, el 30 de abril de 2022, dirigida por Delta David Gier

## Discografía
- Songbirdsongs (1981)
- A Northern Suite/Night Peace (1983)
- Forest Without Leaves (1987)
- The Far Country (1993)

1. Dream in White on White
2. Night Peace
3. The Far Country of Sleep

- Earth and the Great Weather (1995)
- Clouds of Forgetting, Clouds of Unknowing (1997)
- Dark Wind (2002)
- The Light That Fills the World (2002)

1. The Farthest Place
2. The Light That Fills the World
3. The Immeasurable Space of Tones

- In the White Silence (2003)
- Strange and Sacred Noise (2005), Percussion Group Cincinnati, CD y DVD, Mode Records
- The Mathematics of Resonant Bodies (2006), Steven Schick (perc.), CD, Cantaloupe Music, CA21034
- for Lou Harrison (2007), Callithumpian Consort, Stephen Drury (cond.), CD, New World Records, 80669-2
- red arc/blue veil (2007), CD, Cold Blue Music, CB0026

1. Dark Waves Stephen Drury, Yukiko Takagi (piano)
2. Among Red Mountains Stephen Drury (piano)
3. Qilyuan Scott Deal, Stuart Gerber (bombo)
4. red arc/blue veil Stephen Drury (piano), Scott Deal (Vibráfono, Crótalos)

- The Place We Began (2009), CD, Cold Blue Music, CB0032
- Four Thousand Holes (2011), Callithumpian Consort, Scott Deal (perc.), Stephen Drury (director), CD, Cold Blue Music, CB0035

1. Four Thousand Holes
2. . . . and bells remembered . . .

- songbirdsongs (2012), CD, Mode Records, mode 240

1. songbirdsongs Callithumpian Consort, Stephen Drury (director)
2. Strange Birds Passing New England Conservatory Contemporary Music Ensemble, John Heiss (director)

- Inuksuit (2013), So Percussion Ensemble, Doug Perkins (director). CD y DVD. Cantaloupe Music.
- Become Ocean (2014), Seattle Symphony; Ludovic Morlot, director, Cantaloupe Music CA 21101[7]
- The Wind In High Places (2015), JACK Quartet, Northwestern University Cello Ensemble, Cold Blue Music, CB0041[8]
- Ilimaq (2015), Glenn Kotche, Cantaloupe Music
- Everything That Rises (2017), JACK Quartet (CD, Cold Blue Music CB0051, febrero 2018)
- Become Desert (2019), Seattle Symphony; Ludovic Morlot, director, Cantaloupe Music CA 21148[9]
- The Become Trilogy  (2020), Seattle Symphony; Ludovic Morlot, director, Cantaloupe Music  - incluye Become Ocean, Become Desert (remasterizado) y Become River (sin publicar hasta entonces).
- Lines Made by Walking (2020), el álbum también incluye untouched, JACK Quartet, Cold Blue Music CB0058[10]
- Houses of the Wind (2022), (CD Cold Blue Music CB0063, junio 2022)